# طولش
طولش هي قرية في مقاطعة خلخال، إيران. عدد سكان هذه القرية هو 1,372 في سنة 2006.